# Ярослав Бако
Ярослав Юзеф Бако (пол. Jarosław Józef Bako; нар. 12 серпня 1964, Ольштин, Польща) — польський футболіст, виступав на позиції воротаря.

## Клубна кар'єра
Ярослав народився в Ольштині, наприкінці 70-х років XX століття розпочав футбольну кар'єру в місцевому «Стомілі». Дорослу футбольну кар'єру розпочав 1982 року в складі клубу першої ліги чемпіонату Польщі ЛКС (Лодзь). У 1985 році перейшов до варшавської «Легії», однак у команді не заграв. Того ж року був відправлений в оренду до «Олімпу» (Злоцинець). Потім був відправлений в оренду до свого колишнього клубу — ЛКС (Лодзь). По завершенні контракту з «Легією» уклав повноцінний договір з ЛКС. У 1989 році перейшов до «Заглемб'є» (Любін), з яким наступного року виграв чемпіонат Польщі. Завдяки цьому успіху в національному чемпіонаті на Бако звернув увагу стамбульський «Бешікташ», який запросив його до свого складу. Разом зі столичним клубом у 1992 році виграв турецький чемпіонат. Також допоміг команді виграти Суперкубок Туреччини. Через два роки повернувся до Польщі, де підписав контракт з тодішнім чемпіоном країни — познанським «Лехом». У команді провів один рік.
У січні 1994 року Ярослав переїздить до Ізраїля, куди його запросив тодішній головний тренер тель-авівського «Хапоеля» Моше Сінай. Того ж сезону допоміг команді дістатися фіналу кубка Ізраїлю. Бако був одним з перших легіонерів в історії «Хапоеля» (Тель-Авів), у команді виступав разом з двома іншими поляками — захисником Даміаном Лукашиком та півзахисником Казімєжем Москалем. На початку сезону 1995/96 років разом з тель-авівським клубом виступав у Кубку УЄФА. Після двох з половиною років у столичному клубі Бако на позиції воротаря замінив Шавіт Елімелех, який перейшов з «Хапоеля» (Рішон-ле-Ціон). Ярослав же опинився в єрусалимському «Хапоелі», де відіграв один сезон.
У 1997 році Бако повернувся до Польщі. Три роки відіграв у «Стомілі» (Ольштин). У 2000 році провів 5 поєдинків в напівпрофесіональному клубі «Єзьорак» (Ілава), після чого завершив кар'єру футболіста. Проте через три роки відновив футбольну кар'єру, виступав за аматорські клуби ГКС (Ставігуда) та «Теча» (Біскупець).

## Кар'єра в збірній
Викликався до національної збірної Польщі. Дебютува в її складі 1 червня 1988 року в товариському поєдинку проти збірної СРСР. Протягом футбольної кар'єри зіграв 35 матчів у футболці головної команди Польщі. Востаннє футболку національної збірної одягав 13 жовтня 1993 року в кваліфікації чемпіонату світу 1994 року проти Норвегії.

## Кар'єра тренера
По завершенні кар'єри футболіста тренував воротарів у варшавській «Полонії». У 2012 році був призначений помічником Пйотра Стоковця у вище вказаному клубі. Після дискваліфікації команди та її пониження до четвертої ліги, працював тренером воротарів у білостоцькій «Ягеллонії». У 2014 році зайняв аналогічну посаду в «Заглемб'є» (Любін).

## Статистика виступів

### У збірній
| №   | Дата              | Місце          | Суперник          | Результат | Змагання        | Грав   | Примітки |
| --- | ----------------- | -------------- | ----------------- | --------- | --------------- | ------ | -------- |
| 1.  | 1 червня 1988     | Москва         | СРСР              | 1-2       | товариський     | 90'    |          |
| 2.  | 12 квітня 1989    | Варшава        | Румунія           | 2-1       | товариський     | 90'    |          |
| 3.  | 2 травня 1989     | Осло           | Норвегія          | 3-0       | товариський     | 90'    |          |
| 4.  | 7 травня 1989     | Сульна         | Швеція            | 1-2       | квал. ЧС 1990   | 90'    |          |
| 5.  | 3 червня 1989     | Лондон         | Англія            | 0-3       | квал. ЧС 1990   | 90'    | ЖК       |
| 6.  | 23 серпня 1989    | Любін          | СРСР              | 1-1       | товариський     | 90'    |          |
| 7.  | 20 вересня 1989   | Ла-Корунья     | Іспанія           | 0-1       | товариський     | до 46' |          |
| 8.  | 11 жовтня 1989    | Хожув          | Англія            | 0-0       | квал. ЧС 1990   | 90'    |          |
| 9.  | 25 жовтня 1989    | Хожув          | Швеція            | 0-2       | квал. ЧС 1990   | 90'    |          |
| 10. | 15 листопада 1989 | Тирана         | Албанія           | 2-1       | квал. ЧС 1990   | 90'    |          |
| 11. | 2 лютого 1990     | Тегеран        | Іран              | 2-0       | товариський     | з 46'  |          |
| 12. | 4 лютого 1990     | Тегеран        | Іран              | 1-0       | товариський     | до 46' |          |
| 13. | 11 лютого 1990    | Каїр           | Кувейт            | 1-1       | товариський     | з 46'  |          |
| 14. | 28 березня 1990   | Лодзь          | Югославія         | 0-0       | товариський     | з 46'  |          |
| 15. | 6 травня 1990     | Чикаго         | Коста-Рика        | 2-0       | товариський     | 90'    |          |
| 16. | 19 травня 1990    | Глазго         | Шотландія         | 1-1       | товариський     | 90'    |          |
| 17. | 6 червня 1990     | Брюссель       | Бельгія           | 1-1       | товариський     | з 54'  |          |
| 18. | 15 серпня 1990    | Париж          | Франція           | 0-0       | товариський     | до 46' |          |
| 19. | 26 вересня 1990   | Бухарест       | Румунія           | 1-2       | товариський     | до 46' |          |
| 20. | 10 жовтня 1990    | Варшава        | США               | 2-3       | товариський     | до 46' |          |
| 21. | 5 лютого 1991     | Белфаст        | Північна Ірландія | 1-3       | товариський     | з 46'  |          |
| 22. | 29 травня 1991    | Радом          | Уельс             | 0-0       | товариський     | до 46' |          |
| 23. | 21 серпня 1991    | Гдиня          | Швеція            | 2-0       | товариський     | 90'    |          |
| 24. | 11 вересня 1991   | Ейндговен      | Нідерланди        | 1-1       | товариський     | 90'    |          |
| 25. | 13 листопада 1991 | Познань        | Англія            | 1-1       | квал. Євро 1992 | 90'    |          |
| 26. | 27 травня 1992    | Ястшембе-Здруй | Чехословаччина    | 1-0       | товариський     | з 46'  |          |
| 27. | 5 липня 1992      | Гватемала      | Гватемала         | 2-2       | товариський     | з 46'  |          |
| 28. | 26 серпня 1992    | Якобстад       | Фінляндія         | 0-0       | товариський     | з 46'  |          |
| 29. | 9 вересня 1992    | Мелець         | Ізраїль           | 1-1       | товариський     | 90'    |          |
| 30. | 23 вересня 1992   | Познань        | Туреччина         | 1-0       | квал. ЧС 1994   | 90'    |          |
| 31. | 14 жовтня 1992    | Роттердам      | Нідерланди        | 2-2       | квал. ЧС 1994   | 90'    |          |
| 32. | 29 травня 1993    | Хожув          | Англія            | 1-1       | квал. ЧС 1994   | 90'    | ЖК       |
| 33. | 8 вересня 1993    | Лондон         | Англія            | 0-3       | квал. ЧС 1994   | 90'    |          |
| 34. | 22 вересня 1993   | Осло           | Норвегія          | 0-1       | квал. ЧС 1994   | 90'    |          |
| 35. | 13 жовтня 1993    | Познань        | Норвегія          | 0-3       | квал. ЧС 1994   | 90'    |          |

## Досягнення
«Заглембє» (Любін)
- Перша ліга Польщі
  -  Чемпіон (1): 1990/91
  -  Срібний призер (1): 1989/90

«Бешікташ»
- Суперліга Туреччини
  -  Чемпіон (1): 1991/92
  -  Срібний призер (1): 1992/93

- Кубок Туреччини
  -  Фіналіст (1): 1992/93

- Суперкубок Туреччини
  -  Володар (1): 1992